# Аргытгыпэльгын
Аргытгыпэльгын (Аргытхыпельхен) — река на севере Дальнего Востока России, протекает по территории Чукотского района Чукотского АО . Длина реки — 30 км.
Название в переводе с чук.  — «устье узкого озера».
Берёт исток из северной части горного озера Аргытгын, протекает в северо-восточном направлении, впадает в Этурервеем справа.
Крупный приток — Козлиный.

## Данные водного реестра
По данным государственного водного реестра России относится к Анадыро-Колымскому бассейновому округу.